# Philippe Bulcke
Philippe Bulcke, né le 6 décembre 1977 , est un judoka belge qui s'aligna d'abord dans la catégorie des poids mi-moyens puis dans la catégorie des poids moyens.
Il est affilié au Judo Club Kodokan de Schoten dans la province d'Anvers.

## Palmarès
Philippe Bulcke a fait plusieurs podiums dans des tournois internationaux.
 
Il a été trois fois champion de Belgique U17, deux fois champion de Belgique U20 et trois fois champion de Belgique sénior :
| Chpt de Belgique sénior | Chpt de Belgique sénior | 1996 | 1997 | 1998 | 1999 | 2000 | 2001 | 2002 | 2003 | 2004 | 2005 | 2006 | 2007 |
| ----------------------- | ----------------------- | ---- | ---- | ---- | ---- | ---- | ---- | ---- | ---- | ---- | ---- | ---- | ---- |
| mi-moyens               | -78 kg                  | 2e   | 1er  |      |      |      |      |      |      |      |      |      |      |
| mi-moyens               | -81 kg                  |      |      | 3e   | -    | -    | 1er  | 2e   | 1er  | 3e   |      |      |      |
| poids moyens            | -90 kg                  |      |      |      |      |      |      |      |      |      | 3e   | -    | 2e   |